# Liste der Biografien/Reis
Liste der Biografien |
Portal Biografien |
Personensuche
# |
A |
B |
C |
D |
E |
F |
G |
H |
I |
J |
K |
L |
M |
N |
O |
P |
Q |
R |
S |
T |
U |
V |
W |
X |
Y |
Z |
?
 
Ra |
Rb |
Rd |
Re |
Rh |
Ri |
Rj |
Rk |
Rl |
Rm |
Rn |
Ro |
Rr |
Rs |
Rt |
Ru |
Rv |
Rw |
Rx |
Ry |
Rz
 
Rea |
Reb |
Rec |
Red |
Ree |
Ref |
Reg |
Reh |
Rei |
Rej |
Rek |
Rel |
Rem |
Ren |
Reo |
Rep |
Req |
Rer |
Res |
Ret |
Reu |
Rev |
Rew |
Rex |
Rey |
Rez
 
Reib |
Reic |
Reid |
Reie |
Reif |
Reig |
Reih |
Reij |
Reik |
Reil |
Reim |
Rein |
Reip |
Reir |
Reis |
Reit |
Reiv |
Reiw |
Reix |
Reiz
Die Liste der Biografien führt alle Personen auf, die in der deutschsprachigen Wikipedia einen Artikel haben. Dieses ist eine Teilliste mit 540 Einträgen von Personen, deren Namen mit den Buchstaben „Reis“ beginnt.

## Reis
- Reis Carvalho, Eduardo dos (* 1982), portugiesischer Fußballtorhüter und Torwarttrainer
- Reis da Silva, João Lucas (* 2000), brasilianischer Tennisspieler
- Reis da Silva, Wallace (* 1987), brasilianischer Fußballspieler
- Reis de Almeida de Jesus dos Santos, Riquelme (* 2006), brasilianischer Fußballspieler
- Reis de Farias, Manoel dos (* 1946), brasilianischer Geistlicher, emeritierter römisch-katholischer Bischof von Petrolina
- Reis e Costa, Maria Maia dos (* 1958), osttimoresische Politikerin
- Reis Pereira, Júlio Maria dos (1902–1983), portugiesischer Maler und Lyriker
- Reis, Albano (1944–2004), brasilianischer Politiker
- Reis, Alexander (* 1967), österreichischer Augenchirurg
- Reis, Alfred (1882–1951), österreichischer Chemiker (physikalische Chemie) und Hochschullehrer
- Reis, Alice (1903–1942), deutsche römisch-katholische Märtyrerin und Opfer des Holocaust
- Reis, Aline Villares (* 1989), brasilianische Fußballspielerin
- Reis, Alves dos (1898–1955), portugiesischer BetrügerAlves dos Reis (1898–1955)

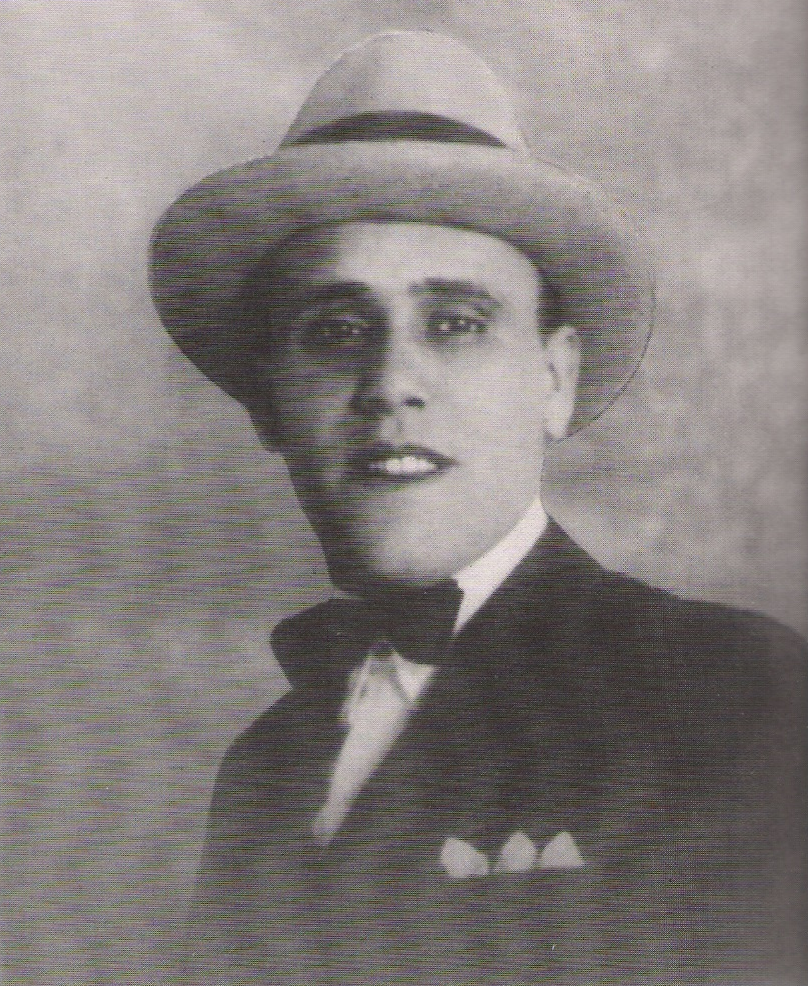
Alves dos Reis (1898–1955)

- Reis, Alzira Sequeira Freitas dos (* 1979), osttimoresische Frauenrechtlerin
- Reis, Amorin Imbrolia de Araújo dos (* 1997), osttimoresische Taekwondoin
- Reis, André (* 1960), deutscher Humangenetiker
- Reis, Antônio (1885–1960), brasilianischer Geistlicher, römisch-katholischer Bischof von Santa Maria
- Reis, António (1927–1991), portugiesischer Filmregisseur, Drehbuchautor und Lyriker
- Reis, António (* 1948), portugiesischer Historiker, Politiker und Hochschullehrer
- Reis, Antônio Carlos Konder (1924–2018), brasilianischer Politiker
- Reis, António José Luís dos (* 1949), portugiesischer Brückenbau-Ingenieur und Tragwerksplaner
- Reis, Aurélio Paz dos (1862–1931), portugiesischer Filmpionier, Filmregisseur und Florist
- Reis, Bety (* 1983), osttimoresische Schauspielerin, Regisseurin und Filmproduzentin
- Reis, Bonifácio dos, osttimoresischer Politiker
- Reis, Carlos (1863–1940), portugiesischer Maler
- Reis, Carlos (* 1950), portugiesischer Philologe
- Reis, Carlos (* 1955), portugiesischer Bogenschütze
- Reis, Carlos Vieira (* 1935), portugiesischer Chirurg und Schriftstellerarzt
- Reis, Cléber (* 1990), brasilianischer Fußballspieler
- Reis, Daniela (* 1993), portugiesische Radsportlerin
- Reis, Dary (1926–2010), brasilianischer Schauspieler
- Reis, Deborah (* 1996), uruguayische Turnerin
- Reis, Domingos Mariano (* 1983), osttimoresischer Politiker
- Reis, Douglas dos (* 1995), brasilianischer Diskuswerfer
- Reis, Egmont (* 1944), deutscher Architekt
- Reis, Enoque da Silva Reis (1907–1998), brasilianischer Jurist und Politiker
- Reis, Erhard (1928–1991), deutscher Lehrer für Werken und Kunst, zudem Puppenspieler, Fernsehmoderator und Autor von Kinderbüchern
- Reis, Geraldo Ferreira (1911–1995), brasilianischer Geistlicher, römisch-katholischer Bischof von Leopoldina
- Reis, Geraldo Majela (1924–2004), brasilianischer Geistlicher, römisch-katholischer Erzbischof von Diamantina
- Reis, Gilberto dos (* 1940), portugiesischer Geistlicher, emeritierter Bischof von Setúbal
- Reis, Hans Edgar (1939–2011), deutscher Mediziner
- Reis, Hans-Joachim (1926–2023), deutscher Politiker (CDU), MdL
- Reis, Hermann (1896–1944), deutscher jüdischer Rechtsanwalt und Notar in Marburg
- Reis, Irving (1906–1953), US-amerikanischer Filmregisseur, Drehbuchautor, Kameramann und Radioprogramm Produzent
- Reis, Jéssica dos (* 1993), brasilianische Weitspringerin und Sprinterin
- Reis, João Belo dos (* 1971), osttimoresischer Polizist
- Reis, Jonatan Ferreira (* 1989), brasilianischer Fußballspieler
- Reis, Jonathan (* 1989), brasilianischer Fußballspieler
- Reis, José, osttimoresischer Politiker
- Reis, José Antônio dos (1798–1876), brasilianischer Geistlicher und römisch-katholischer Bischof von Cuiabá
- Reis, José Roberto dos (* 1977), brasilianischer römisch-katholischer Ordensgeistlicher, Weihbischof in Goiânia
- Reis, Kali (* 1986), US-amerikanische Boxsportlerin und Schauspielerin
- Reis, Kurt (* 1928), deutscher Schriftsteller
- Reis, Kurtoğlu Hızır, osmanischer Admiral und Kommandeur der osmanischen Flotte im Indischen Ozean
- Reis, Lippmann Wolff (1788–1851), deutscher Kaufmann, Hofbankier und Lotterieeinnehmer
- Reis, Ludovit (* 2000), niederländisch-slowakischer FußballspielerLudovit Reis (* 2000)

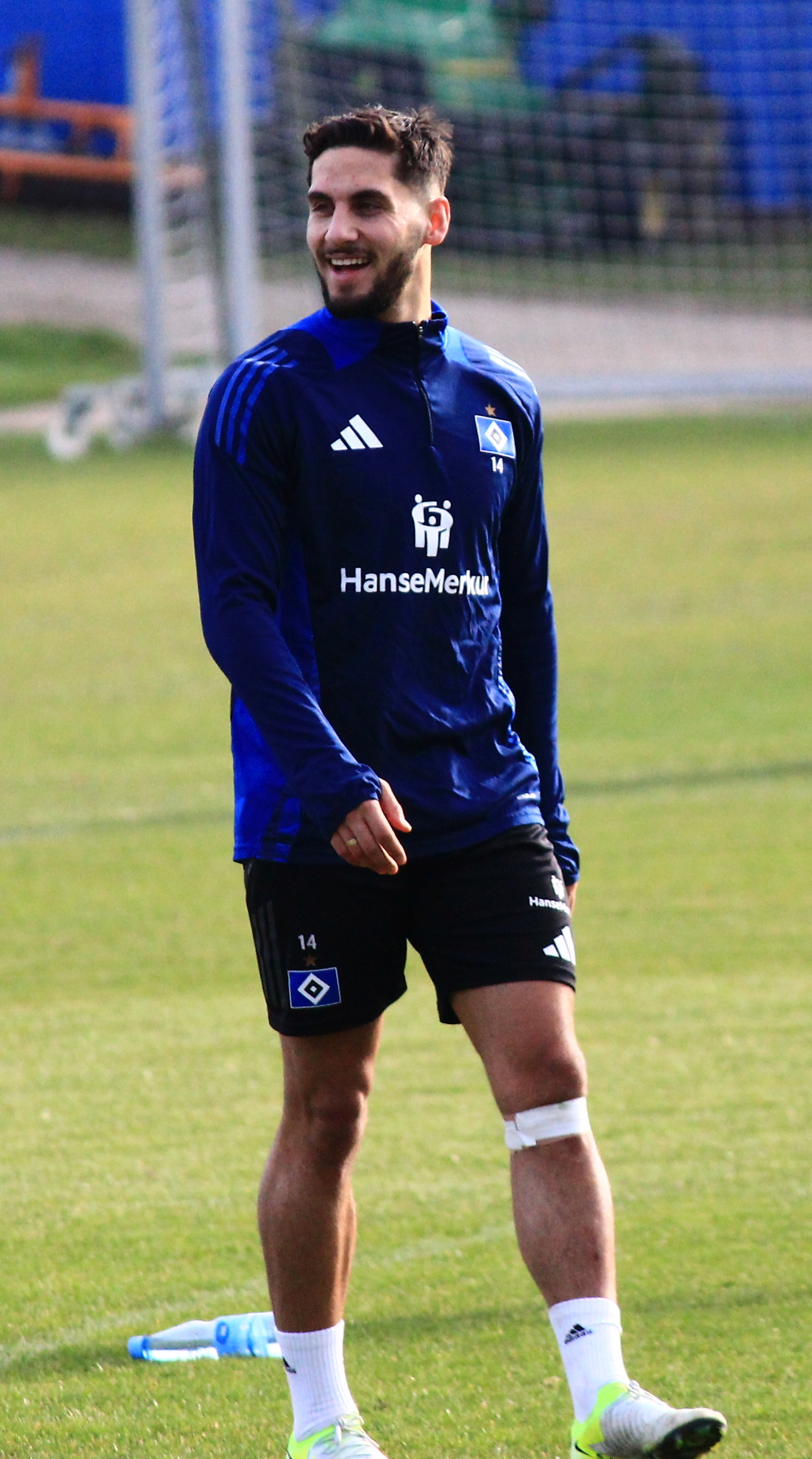
Ludovit Reis (* 2000)

- Reis, Luís dos (* 1962), brasilianischer Fußballtrainer
- Reis, Marc (* 1982), deutsch-amerikanischer Rapper
- Reis, Marcos Roberto Silveira (* 1973), brasilianischer Fußballtorhüter
- Reis, Marga (* 1941), deutsche Germanistin und Hochschullehrerin
- Reis, Maria Angélica Rangel da Cruz dos (* 1973), osttimoresische Politikerin
- Reis, Maria Firmina dos (1825–1917), brasilianische Dichterin und Journalistin
- Reis, Mario (* 1953), deutscher Künstler
- Reis, Mário Nicolau dos, osttimoresischer Politiker
- Reis, Matt (* 1975), US-amerikanischer Fußballspieler
- Reis, Merício Juvinal dos (* 1974), osttimoresischer Politiker
- Reis, Michael Simon (* 1984), deutscher Koch
- Reis, Michel (* 1982), luxemburgischer Jazzmusiker (Piano, Komposition)
- Reis, Monika (* 1951), österreichische Politikerin (ÖVP), Landtagsabgeordnete
- Reis, Múcio José (* 1951), brasilianischer Politiker
- Reis, Muhammet (* 1984), türkischer Fußballspieler
- Reis, Nataniel (* 1995), osttimoresischer Fußballspieler
- Reis, Oliver (* 1971), deutscher römisch-katholischer Theologe
- Reis, Otto Maria (1862–1934), deutscher Geologe und Paläontologe
- Reis, Paola (* 1999), brasilianische Radrennfahrerin
- Reis, Patrocínio Fernandes dos (* 1975), osttimoresischer Politiker
- Reis, Paulo (* 1952), brasilianischer Schauspieler und Regisseur
- Reis, Pedro Cabrita (* 1956), portugiesischer Bildhauer und Installationskünstler
- Reis, Pedro dos (* 1972), osttimoresischer Politiker
- Reis, Philipp (1834–1874), deutscher Physiker und ErfinderPhilipp Reis (1834–1874)

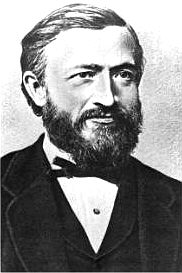
Philipp Reis (1834–1874)

- Reis, Ricardo (* 1978), portugiesischer Wirtschaftswissenschaftler
- Reis, Ronei Gleison Rodrigues dos (* 1991), brasilianischer Fußballspieler
- Reis, Rosani, brasilianische Sängerin
- Reis, Sigismund († 1779), deutscher Barockmaler
- Reis, Sofie (1867–1930), deutsche Frauenrechtlerin
- Reis, Sotero dos (1800–1871), brasilianischer Lehrer, Journalist, Dichter, Schriftsteller und Philologe
- Reis, Stefan (* 1993), deutscher Schauspieler
- Reis, Tardeli Barros Machado (* 1990), brasilianischer Fußballspieler
- Reis, Thomas (1963–2024), deutscher Kabarettist und Autor
- Reis, Thomas (* 1973), deutscher Fußballspieler und -trainer
- Reis, Toni (* 1964), brasilianischer LGBT-Aktivist
- Reis, Vicente dos († 1979), osttimoresischer Politiker
- Reis, Viktor van der (1889–1957), deutscher Mediziner
- Reis, Vitor (* 2006), brasilianischer Fußballspieler

### Reisa
- Reisach, Karl August von (1774–1846), deutscher Archivar, Publizist und Verwaltungsbeamter
- Reisach, Karl August von (1800–1869), Bischof von Eichstätt sowie des Erzbistums München und Freising und späterer KurienkardinalKarl August von Reisach (1800–1869)

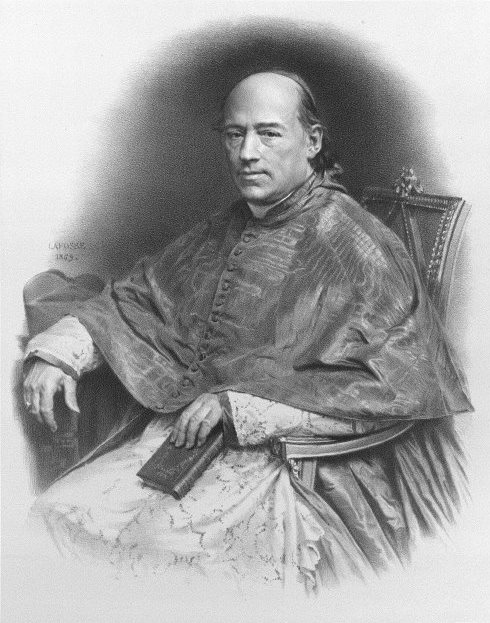
Karl August von Reisach (1800–1869)

- Reisacher, Alois (1817–1890), österreichischer Porträt-, Schlachten- und Kirchenmaler
- Reisacher, Bartholomäus († 1574), österreichischer Mathematiker, Astronom, Mediziner
- Reisacher, Sylvester (1862–1916), deutscher Historien-, Porträt- und Landschaftsmaler

### Reisb
- Reisberg, Arnold (1904–1980), österreichischer Historiker
- Reisberg, Konrad von († 1443), Bischof von Seckau

### Reisc
- Reisch, Agnes (* 1999), deutsche Skispringerin
- Reisch, Chrysogonus (1870–1923), deutscher Franziskaner und Historiker
- Reisch, Claus-Peter (* 1961), deutscher Flüchtlingshelfer
- Reisch, Eduard (* 1961), deutscher Sprengtechniker
- Reisch, Emil (1863–1933), österreichischer Klassischer Archäologe
- Reisch, Erwin (1924–2018), deutscher Agrarökonom, Hochschullehrer und Präsident der Universität Hohenheim
- Reisch, Franz (1863–1920), österreichischer Kaufmann, Kommunalpolitiker, Tourismusförderer und Skipionier
- Reisch, Friedrich (1881–1921), deutscher Musiker und Klassischer Philologe
- Reisch, Gregor († 1525), Kartäuser-Prior und Gegner der Reformation
- Reisch, Günter (1927–2014), deutscher Filmregisseur, Drehbuchautor und Dozent
- Reisch, Karl Albert (1926–1967), deutscher Jurist und Landrat im Landkreis Zell (Mosel)
- Reisch, Klaus (1941–1971), österreichischer Automobilrennfahrer
- Reisch, Lucia A. (* 1964), deutsche Sozialwissenschaftlerin und Wirtschaftswissenschaftlerin
- Reisch, Ludwig (1943–2023), deutscher Prähistoriker
- Reisch, Max (1912–1985), österreichischer Geograph und ReiseschriftstellerMax Reisch (1912–1985)

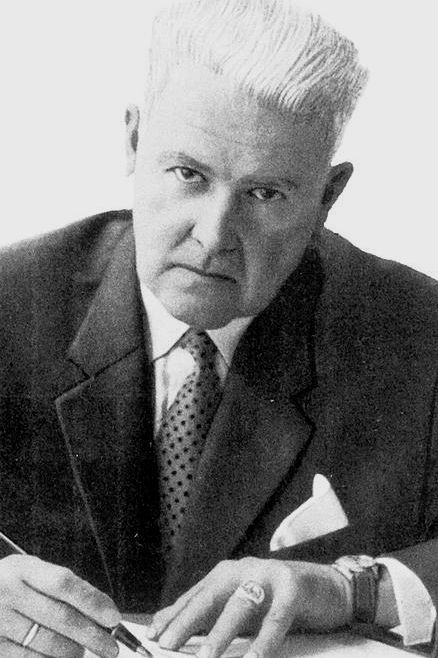
Max Reisch (1912–1985)

- Reisch, Michael (* 1964), deutscher Künstler und Fotograf
- Reisch, Otto (1891–1977), österreichischer Psychiater und T4-Gutachter
- Reisch, Peter (1943–1962), deutsches Todesopfer an der innerdeutschen Grenze
- Reisch, Richard (1866–1938), österreichischer Politiker und Jurist
- Reisch, Sina (* 1994), deutsche Klimaschutzaktivistin
- Reisch, Stefan (* 1941), deutscher Fußballspieler
- Reisch, Walter (1903–1983), US-amerikanischer Drehbuchautor österreichischer Herkunft
- Reischach von Hohenstoffeln, Helena von († 1568), Äbtissin im Kloster Wald
- Reischach von Reichenstein-Linz, Anna von († 1499), Äbtissin im Kloster Wald
- Reischach, Amalia von (1447–1531), deutsche Äbtissin
- Reischach, Barbara von († 1452), Äbtissin im Kloster Wald
- Reischach, Georg Wilhelm von (1673–1724), württembergischer Staatsbeamter
- Reischach, Hans Joachim von (1908–1966), deutscher Journalist und Unternehmer
- Reischach, Hugo von (1854–1934), preußischer Generalmajor, Oberstallmeister und Hofmarschall von Kaiser Wilhelm II.
- Reischach, Karl von (1763–1834), württembergischer Staatsminister
- Reischach, Kimsy von (* 1974), deutsche Schauspielerin und ModeratorinKimsy von Reischach (* 1974)

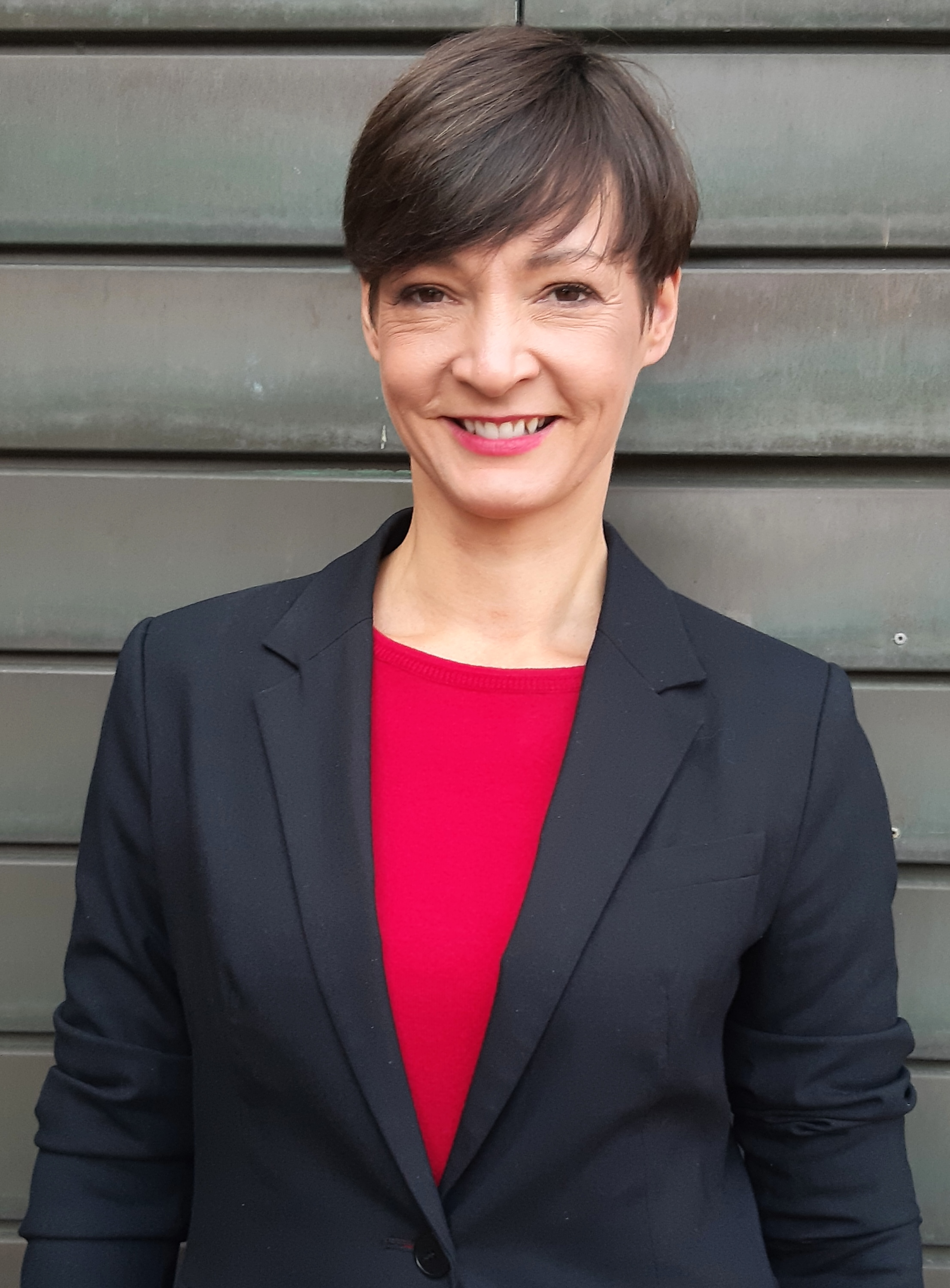
Kimsy von Reischach (* 1974)

- Reischach, Leo von (1804–1875), Oberamtmann, MdL (Württemberg)
- Reischach, Magdalena von († 1557), Äbtissin im Kloster Wald
- Reischach, Margarethe von († 1438), Äbtissin im Kloster Wald
- Reischach, Sigmund von (1809–1878), österreichischer Offizier und Diplomat
- Reischach, Ursula von († 1416), Äbtissin im Kloster Wald
- Reischal, Hanna (* 1987), belarussische Sprinterin
- Reischauer, August Karl (1879–1971), US-amerikanischer Missionar
- Reischauer, Edwin O. (1910–1990), US-amerikanischer Japanologe
- Reischauer, Herbert (1909–1945), deutscher Jurist und SS-Führer
- Reischauer, Johann Wilhelm (1803–1872), deutscher Kaufmann und Mitglied der kurhessischen Ständeversammlung
- Reischauer, Rudolf (* 1941), österreichischer Rechtswissenschaftler
- Reischek, Andreas (1845–1902), österreichischer Forschungsreisender, Ethnograph und Ornithologe
- Reischek, Andreas (1892–1965), österreichischer Journalist
- Reischel, Gustav (1858–1932), deutscher Pädagoge und Siedlungsgeograph
- Reischel, Jarelle (* 1992), deutsch-amerikanischer Basketballspieler
- Reischenbeck, Wilhelm (1902–1962), deutscher SS-Obersturmführer im KZ Auschwitz
- Reischenböck, Ernst (1923–1973), österreichischer Maler und Grafiker
- Reischer, Josef (1920–1989), österreichischer Politiker (ÖVP), Landtagsabgeordneter
- Reischer, Laila Alina (* 1980), österreichische Filmschauspielerin, Autorin und Regisseurin
- Reischke, Erich (1927–2015), deutscher Bildhauer und Graphiker
- Reischl, Erik (* 1973), deutscher Pianist
- Reischl, Friedrich (1911–1990), österreichischer Architekt
- Reischl, Georg August (1894–1972), deutscher Lehrer und Heimatforscher
- Reischl, Gerald (* 1965), österreichischer Journalist und Sachbuchautor
- Reischl, Gerhard (1918–1998), deutscher Politiker (SPD), MdB, MdEP und Jurist
- Reischl, Hannelore (* 1957), österreichische Politikerin (SPÖ), Landtagsabgeordnete und Gemeinderätin
- Reischl, Hans (1939–2025), deutscher Wirtschaftsmanager
- Reischl, Helfried (* 1934), deutscher Schriftsteller und Übersetzer tschechischer Literatur
- Reischl, Klaus (* 1966), deutscher Rechtswissenschaftler
- Reischl, Luka (* 2004), österreichischer Fußballspieler
- Reischl, Thomas Alois (1760–1835), österreichischer Stenograf
- Reischl, Václav (* 1947), tschechischer Fotograf, Dokumentarfilmer, Regisseur und Drehbuchautor
- Reischl, Werner (* 1951), österreichischer Musiker, Komponist, Pädagoge, Text- und Schulbuchautor und Theologe
- Reischl, Wilhelm Karl (1818–1873), deutscher katholischer Theologe
- Reischle, Hermann (1898–1983), deutscher Politiker (NSDAP), MdR, SS-Führer und Volkswirt
- Reischle, Josef (1857–1925), deutscher Maschinenbauingenieur
- Reischle, Matthias (1813–1897), deutscher Wirtschaftspädagoge
- Reischle, Max (1858–1905), deutscher Theologe
- Reischmann, Anne (* 1992), deutsche Triathletin
- Reischmann, Harry (* 1977), deutscher Schlagzeuger
- Reischmann, Jost (* 1943), deutscher Bildungswissenschaftler mit Schwerpunkt Andragogik/Erwachsenenbildung
- Reischmann, Kathrin (* 1996), deutsche Telemarkerin

### Reisd
- Reisdorf, Theodor J. (1935–2015), deutscher Schriftsteller

### Reise
- Reise, Heinz (1913–1982), deutscher Verleger, Genealoge und Heraldiker
- Reise, Leo junior (1922–2015), kanadischer Eishockeyspieler
- Reisecker, Franz (* 1958), österreichischer Landwirt und Verbandsfunktionär
- Reisecker, Michael (* 1982), österreichischer Dokumentarfilmer
- Reisegger, Gerhoch (* 1941), österreichischer Publizist
- Reisel, Salomon (1625–1701), deutscher Mediziner
- Reisen, Abraham (1876–1953), jiddischer Schriftsteller, Publizist, Aktivist
- Reisen, Helmut (* 1950), deutscher Ökonom
- Reisen, Kalman (1848–1921), jiddischer Schriftsteller und Übersetzer
- Reisen, Mark Ossipowitsch (1895–1992), sowjetischer Opernsänger (Bass)
- Reisen, Raissa Romanowna (1888–1956), russische Schauspielerin
- Reisen, Salman (* 1887), jiddischer Schriftsteller, Publizist, Aktivist
- Reisen, Sara (1885–1974), jiddische Schriftstellerin und Übersetzerin
- Reisenauer, Alfred (1863–1907), deutscher Komponist
- Reisenauer, Janni (* 1997), österreichischer Skispringer und ehemaliger Nordischer Kombinierer
- Reisenbauer, Heinrich (1938–2025), österreichischer Künstler und Vertreter der Art brut
- Reisenberg, Nadia (1904–1983), US-amerikanische Pianistin und Musikpädagogin
- Reisenberger, Harald (1957–2009), österreichischer Politiker (SPÖ), Mitglied des Bundesrates
- Reisenbichler, Josef (1839–1914), österreichischer Mundartdichter, Komponist, Original
- Reisenbichler, Karl (1885–1962), österreichischer Maler
- Reisenbichler, Lili (* 1949), deutsche Unternehmerin und Autorennfahrerin
- Reisenbüchler, Robert (* 1968), rumänisch-deutscher Basketballspieler
- Reisener, Bernd (* 1950), deutscher Politiker (CDU), MdL
- Reisenhofer, Kerstin (* 1979), österreichische Skirennläuferin
- Reisenhofer, Marie (1865–1947), österreichisch-deutsche Schauspielerin
- Reiser, Albert (1874–1947), deutscher Orgelbauer
- Reiser, Alexander (* 1962), russisch-deutscher Journalist und Schriftsteller
- Reiser, Allen (* 1952), kanadischer Pianist und Musikpädagoge
- Reiser, Alois (1887–1977), tschechisch-amerikanischer Komponist, Cellist und Dirigent
- Reiser, Anton (1628–1686), deutscher lutherischer Theologe, Hauptpastor in Hamburg
- Reiser, Anton (1869–1923), deutscher Verwaltungsbeamter
- Reiser, August (1840–1904), deutscher Musiker, Komponist und Journalist
- Reiser, August (1860–1932), deutscher Bankmanager
- Reiser, Beat (1880–1940), deutscher Philosoph
- Reiser, Bernhard (* 1966), deutscher Koch
- Reiser, Carl (1877–1950), deutscher Maler
- Reiser, Cassian (1881–1956), deutscher Kirchenmusiker und Domkapellmeister in Augsburg
- Reiser, Fridolin (1843–1909), deutsch-österreichischer Montaningenieur und Metallurge
- Reiser, Friedrich († 1458), deutscher Hussit und Waldenser
- Reiser, Fritz (1875–1919), deutscher Marathonläufer
- Reiser, Georg (* 1962), deutscher Fußballspieler und Torwarttrainer
- Reiser, Glenda (1955–2008), kanadische Mittelstreckenläuferin
- Reiser, Hans (1881–1968), deutscher Heimatpfleger
- Reiser, Hans (1888–1946), deutscher Schriftsteller
- Reiser, Hans (1919–1992), deutscher Schauspieler
- Reiser, Hans (* 1963), amerikanischer Informatiker und Entwickler der Dateisysteme ReiserFS und Reiser4Hans Reiser (* 1963)

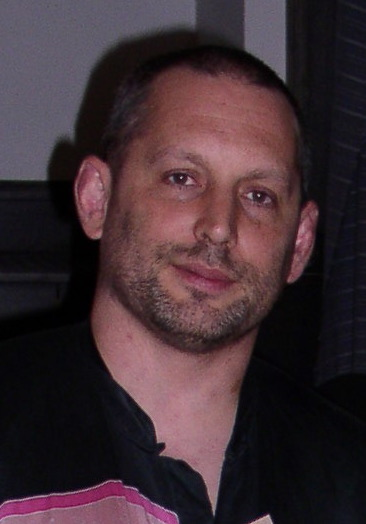
Hans Reiser (* 1963)

- Reiser, Heinrich (1566–1629), deutscher Jurist
- Reiser, Heinrich (1805–1889), deutscher Musterlehrer, pädagogischer Schriftsteller, Komponist und Musiker
- Reiser, Heinrich (* 1899), deutscher SS-Offizier sowie Mitarbeiter der Geheimen Staatspolizei und des SD
- Reiser, Helmut (1942–2024), deutscher Sonderpädagoge und Hochschullehrer
- Reiser, Hermann P. (1923–2004), deutscher Politiker (SPD), MdB
- Reiser, Ignaz, deutscher Bildhauer des Barock
- Reiser, Ignaz (1863–1940), österreichischer Architekt
- Reiser, Jan (* 1978), deutscher Comiczeichner und Illustrator
- Reiser, Jean-Marc (1941–1983), französischer Comiczeichner
- Reiser, Jochen (* 1971), deutsch-amerikanischer Nephrologe, Medizinwissenschaftler und Hochschulpräsident
- Reiser, Karl August (1853–1922), deutscher Lehrer, Geologe und Heimatforscher
- Reiser, Madeleine (1952–2014), österreichische Politikerin (GRÜNE), Landtagsabgeordnete
- Reiser, Marion (* 1975), deutsche Politikwissenschaftlerin
- Reiser, Marion (* 1982), deutsche (Theater-)Schauspielerin
- Reiser, Marius (* 1954), deutscher Theologe, Philologe, Bibelwissenschaftler und Hochschullehrer
- Reiser, Martin, deutscher Eissportler
- Reiser, Maximilian (* 1948), deutscher Radiologe
- Reiser, Melissa, amerikanische Saxophonistin, Musikethnologin und Musikpädagogin
- Reiser, Niki (* 1958), Schweizer Musiker und Komponist
- Reiser, Otmar (1861–1936), österreichischer Ornithologe und Botaniker
- Reiser, Otto (1884–1957), deutscher Fußballspieler
- Reiser, Paul (* 1956), US-amerikanischer Schauspieler
- Reiser, Rio (1950–1996), deutscher Sänger, Musiker, Komponist, Liedtexter und SchauspielerRio Reiser (1950–1996)

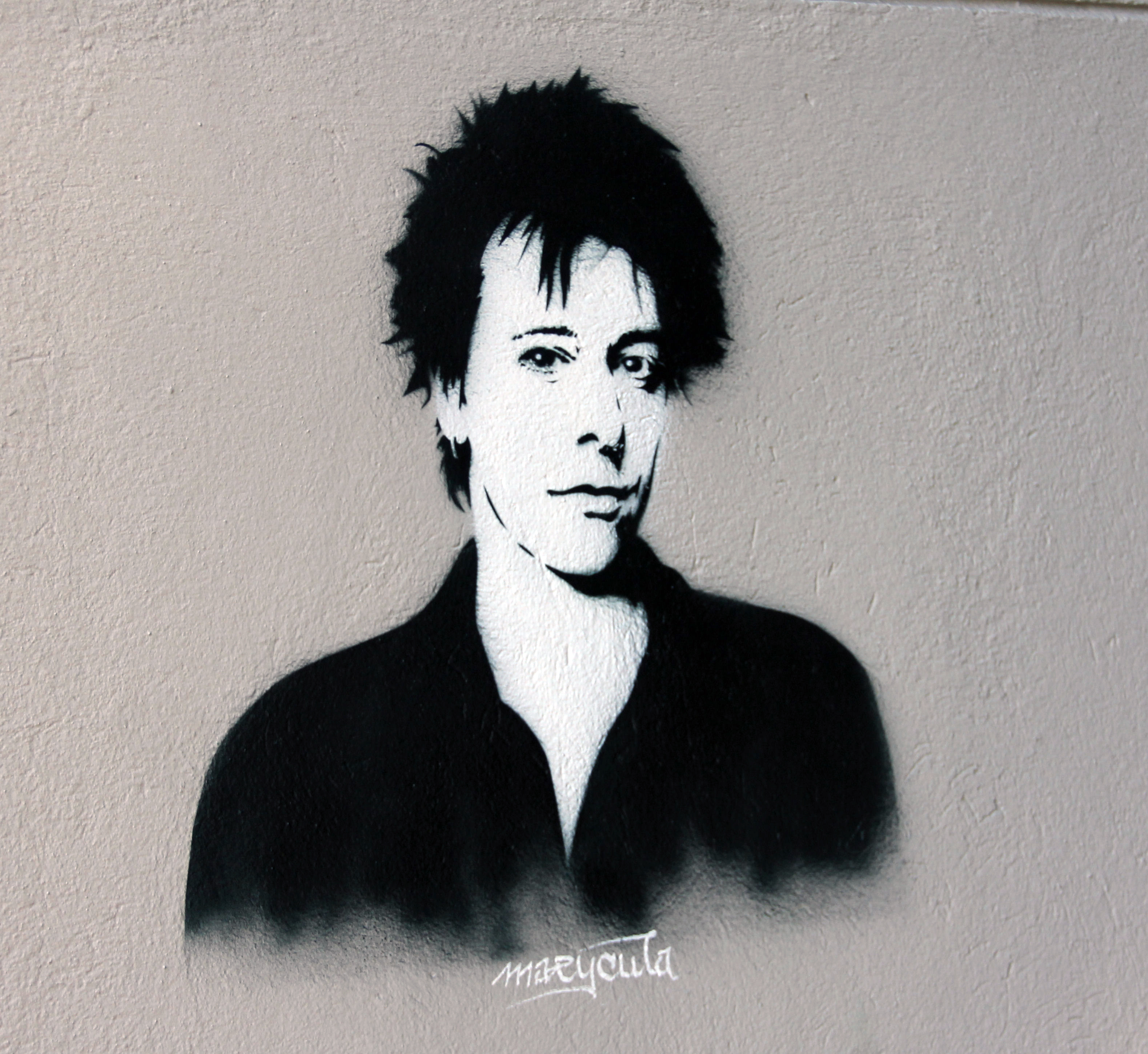
Rio Reiser (1950–1996)

- Reiser, Roman (1920–2023), deutscher Architekt
- Reiser, Rudolf (* 1941), deutscher Historiker und Journalist
- Reiser, Salome (1965–2014), deutsche Musikwissenschaftlerin
- Reiser, Sylvia, deutsche Künstlerin
- Reiser, Thomas (* 1979), deutscher Philologe, Übersetzer
- Reiser, Tobi (1907–1974), österreichischer Volksmusiker
- Reiser, Tobias (1946–1999), österreichischer Volksliedforscher und Musiker
- Reiser, Walter (1923–2013), Schweizer Radrennfahrer
- Reiser, Wilhelm von (1835–1898), Bischof von Rottenburg
- Reiser, Wolf (* 1955), deutscher Autor und Essayist
- Reiser-Uhlenbruch, Petra (* 1959), deutsche Juristin und Richterin
- Reiserer, Christoph (* 1966), deutscher Komponist
- Reisert, Eduard (1847–1914), deutscher Ingenieur und Industrieller
- Reiset, Frédéric (1815–1891), französischer Kunsthistoriker und Kunstsammler
- Reiset, Jules (1818–1896), französischer Chemiker und Politiker
- Reisetbauer, Annemarie (* 1925), österreichische Filmeditorin
- Reisetbauer, Rudolf (1901–1963), österreichischer Politiker (ÖVP), Abgeordneter zum Nationalrat
- Reisewitz, Adam (* 1966), polnisch-deutscher Basketballspieler
- Reisewitz, Wolfgang (1917–2012), deutscher Fotograf

### Reisf
- Reisfeld, Bert (1906–1991), österreichischer Komponist
- Reisfeld, Renata (* 1930), israelische Chemikerin

### Reish
- Reishammer, Carlo (1806–1883), italienischer Architekt

### Reisi
- Reisig, Bernd (* 1963), deutscher FußballfunktionärBernd Reisig (* 1963)

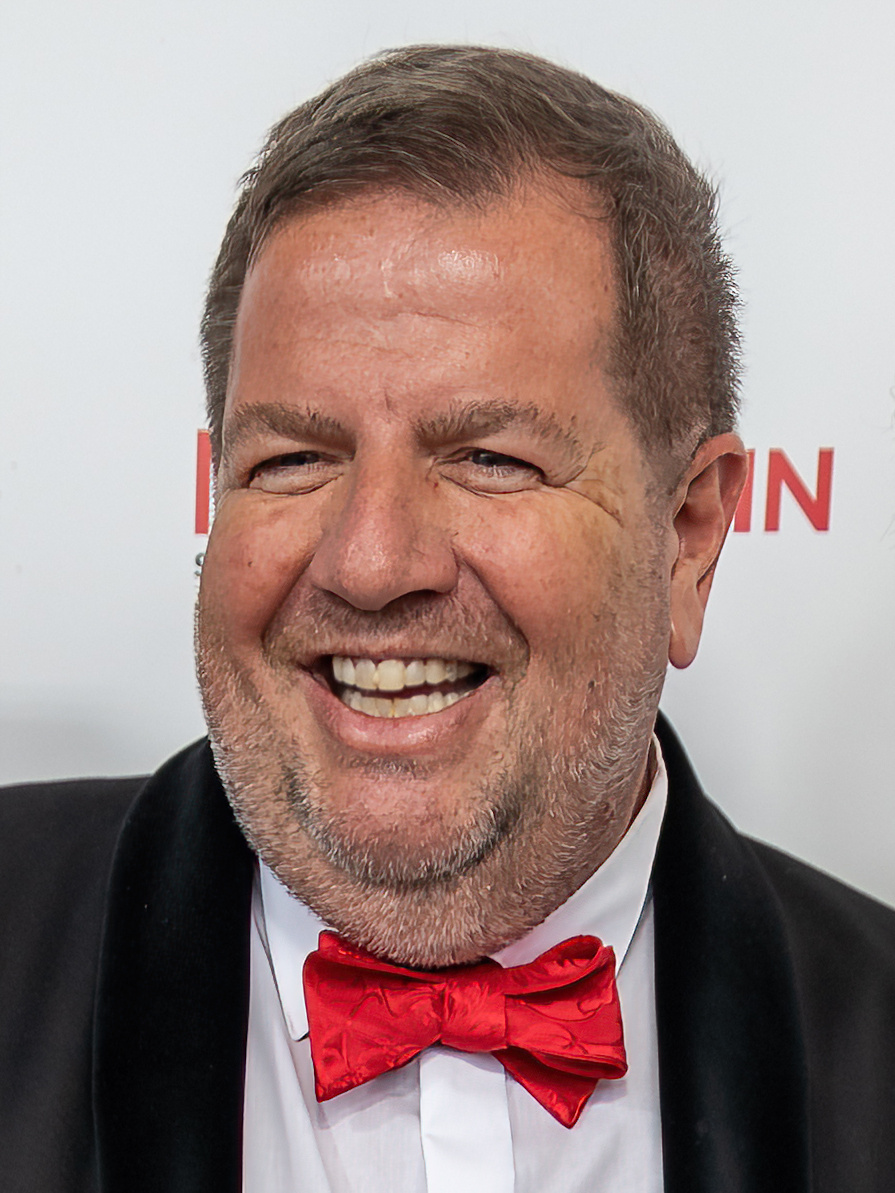
Bernd Reisig (* 1963)

- Reisig, Karl Christian (1792–1829), deutscher Klassischer Philologe
- Reisig, Richard (* 1876), deutscher Pädagoge
- Reisig, Ruben (* 1996), deutsch-ghanaischer Fußballspieler
- Reisig, Wolfgang (* 1950), deutscher Informatiker und HochschullehrerWolfgang Reisig (* 1950)

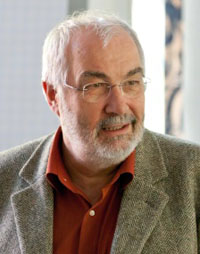
Wolfgang Reisig (* 1950)

- Reisiger, Hans (1884–1968), deutscher Schriftsteller und Übersetzer
- Reisigl, Anna (* 1997), österreichische Jazzmusikerin (Bass, Komposition)
- Reisik, Marie (1887–1941), estnische Feministin, Lehrerin und Politikerin
- Reisin, Jonathan, israelischer Jazzmusiker (Sopran- und Tenorsaxophon, Komposition)
- Reising von Reisinger, Maximilian (1774–1848), kaiserlich-königlicher Feldmarschallleutnant der österreich-ungarischen Armee
- Reisinger, Alfred (* 1949), deutscher Politiker (CSU)
- Reisinger, Amadeus (1892–1953), österreichischer römisch-katholischer Geistlicher, Zisterzienser und Gegner des Nationalsozialismus
- Reisinger, Andreas (* 1963), österreichischer Fußballspieler
- Reisinger, Angela (* 1979), österreichische Jazzmusikerin (Gesang, Arrangement)
- Reisinger, Anton (1903–1943), österreichischer Widerstandskämpfer, KPÖ-Funktionär und NS-Opfer
- Reisinger, Barbara (* 1955), österreichische Keramikerin und Kunsthochschullehrende
- Reisinger, Claus (1950–2017), deutscher Kunsthistoriker, Fachautor und Verleger
- Reisinger, Dominik (* 1972), österreichischer Politiker (SPÖ), Mitglied des Bundesrates
- Reisinger, Doris (* 1983), deutsche Nonne, Theologin, Philosophin und Autorin
- Reisinger, Elisabeth (* 1996), österreichische Skirennläuferin
- Reisinger, Emil (* 1958), österreichischer Internist, Infektiologe und Tropenmediziner
- Reisinger, Erich (1900–1978), österreichischer Zoologe
- Reisinger, Ernst (1884–1952), deutscher Pädagoge
- Reisinger, Eva (* 1992), österreichische Journalistin und AutorinEva Reisinger (* 1992)

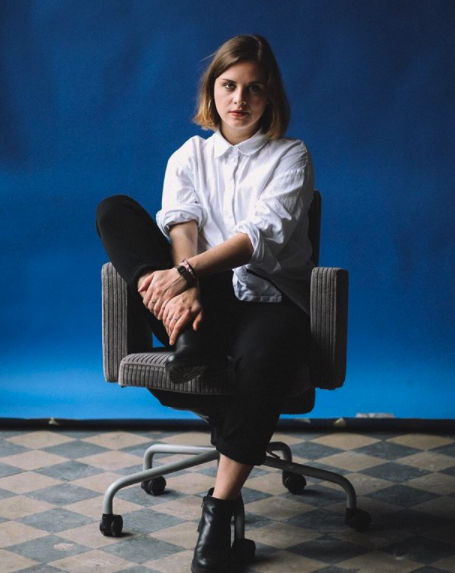
Eva Reisinger (* 1992)

- Reisinger, Ferdinand, österreichischer Radrennfahrer
- Reisinger, Ferdinand (1928–1998), österreichischer Politiker (SPÖ), Landtagsabgeordneter und Landtagspräsident des Oberösterreichischen Landtags
- Reisinger, Ferdinand (1946–2024), österreichischer römisch-katholischer Priester und Theologe
- Reisinger, Florian (* 1994), österreichischer Handballspieler
- Reisinger, Franz (1787–1855), deutscher Chirurg und Hochschullehrer
- Reisinger, Franz (1889–1973), österreichischer römisch-katholischer Theologe, Salesianer
- Reisinger, Friedrich (* 1962), österreichischer Politiker (ÖVP) und Landwirt, Mitglied im Österreichischen Bundesrat
- Reisinger, Heinrich (1931–2008), österreichischer Politiker (ÖVP), Abgeordneter zum Nationalrat
- Reisinger, Heinrich (* 1941), deutscher Politiker (FDP), MdL
- Reisinger, Herbert (* 1961), österreichischer Jazzmusiker und Komponist
- Reisinger, Hermann (1900–1967), österreichisch-deutscher Politiker (NSDAP), MdR
- Reisinger, Johann (1890–1959), österreichischer Politiker (Bauernbund), Landtagsabgeordneter im Burgenland
- Reisinger, Josef (1940–2003), österreichischer Eisschnellläufer
- Reisinger, Joseph (1803–1865), österreichischer Mediziner und Politiker
- Reisinger, Jovana (* 1989), deutsche Autorin, Filmemacherin und bildende Künstlerin
- Reisinger, Julie (1878–1950), deutsche Reformpädagogin, Lehrerin und Landheimleiterin
- Reisinger, Katrin (* 1971), österreichische Schauspielerin
- Reisinger, Klaus (* 1939), österreichischer Maler und Grafiker
- Reisinger, Leo (1944–1985), österreichischer Rechtsinformatiker und Wirtschaftsinformatiker
- Reisinger, Leo (* 1978), deutscher Schauspieler und MusikerLeo Reisinger (* 1978)

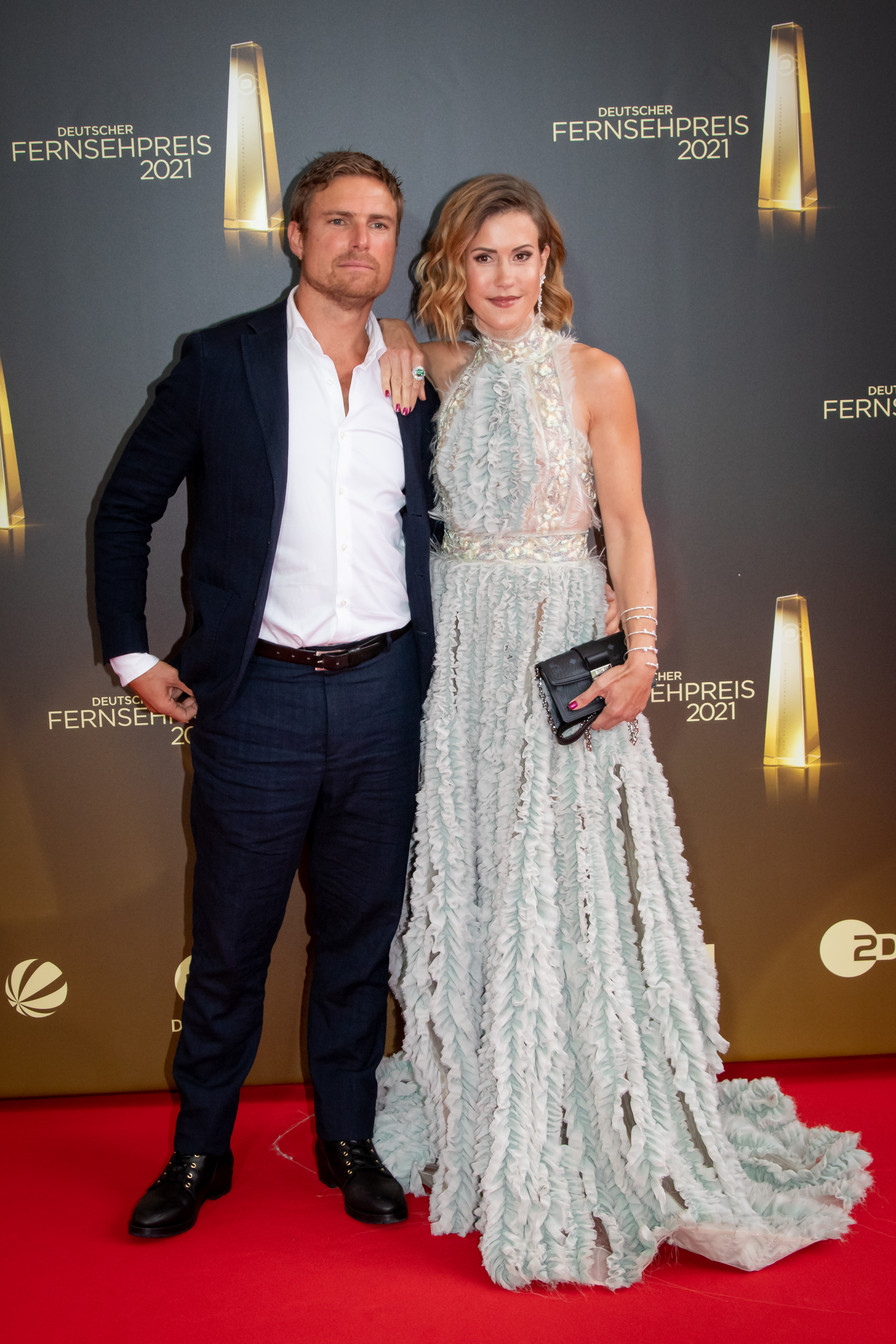
Leo Reisinger (* 1978)

- Reisinger, Maria (* 1971), deutsche Fußballspielerin und -trainerin
- Reisinger, Nikolaus (* 1958), österreichischer Historiker und Hochschullehrer
- Reisinger, Oskar (1908–1985), österreichischer Komponist, Arrangeur und Hörfunkredakteur
- Reisinger, Oto (1927–2016), jugoslawischer bzw. kroatischer Karikaturist
- Reisinger, Richard (* 1964), bayerischer Politiker (CSU)
- Reisinger, Samet (* 1952), österreichischer Designer und Kunsthochschullehrender
- Reisinger, Sandra (* 1975), deutsche Fußballspielerin
- Reisinger, Stefan (* 1981), deutscher FußballspielerStefan Reisinger (* 1981)

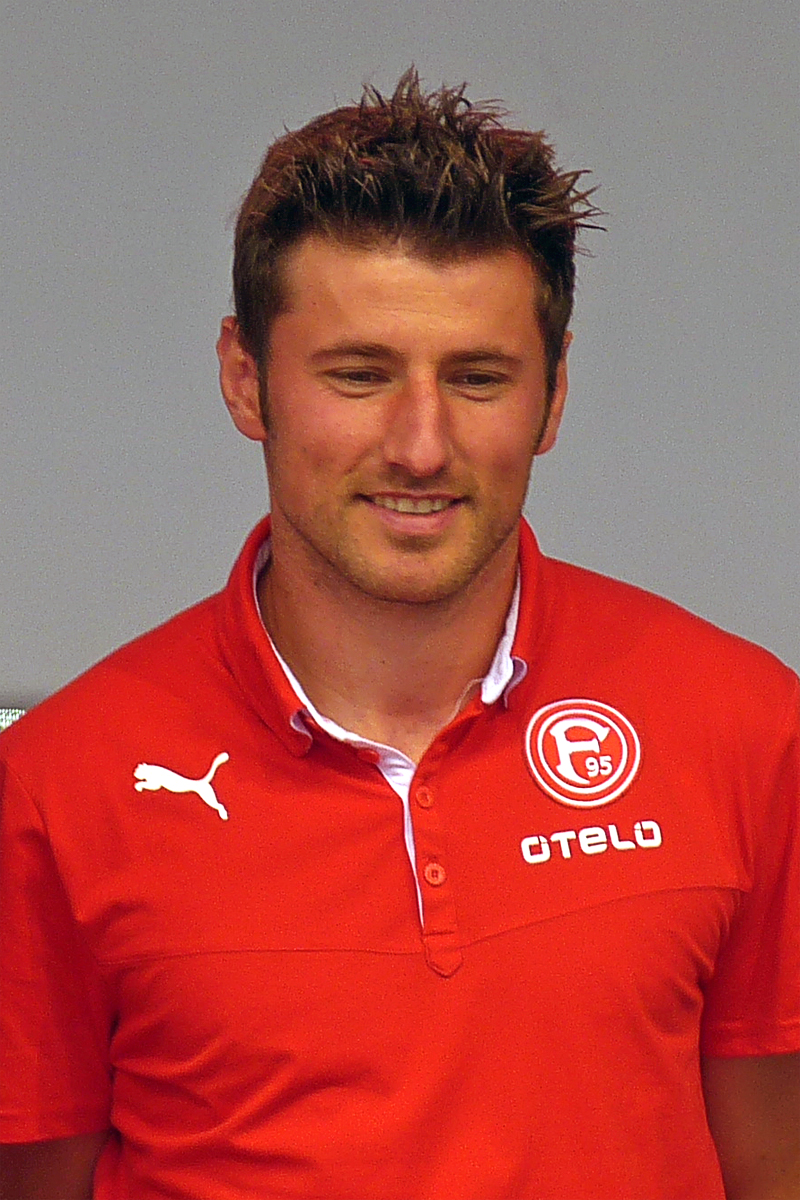
Stefan Reisinger (* 1981)

- Reisinger, Thomas (* 1966), österreichischer Schauspieler und Theaterregisseur
- Reisinger, Wilhelm (* 1958), deutscher Fußballspieler
- Reisinger, Wolfgang (1955–2022), österreichischer Jazzmusiker
- Reisinger, Wolfgang (* 1964), österreichischer Organist, Kirchenmusiker und Komponist
- Reisinger, Yehonatan (* 2000), israelischer Eishockeytorwart
- Reisinger, Zsófia (* 1989), ungarische Wasserspringerin

### Reisk
- Reiske, Ernestine Christine (1735–1798), deutsche Autorin und Privatgelehrte
- Reiske, Johann Jacob (1716–1774), deutscher Arabist, Gräzist und Byzantinist
- Reiske, Johannes (1641–1701), deutscher Pädagoge und Historiker

### Reisl
- Reislant, Otto (1883–1968), deutscher Fußballspieler

### Reism
- Reisman, Garrett Erin (* 1968), US-amerikanischer Astronaut
- Reisman, Joe (1924–1987), US-amerikanischer Musiker, Arrangeur und Produzent
- Reisman, Judith A. (1935–2021), US-amerikanische Kommunikationswissenschaftlerin und Autorin
- Reisman, Leo (1897–1961), US-amerikanischer Violinist und Bigband-Leader
- Reisman, Marty (1930–2012), US-amerikanischer Tischtennisspieler
- Reisman, W. Michael (* 1939), US-amerikanischer Rechtswissenschaftler
- Reismann, Bernhard (1903–1982), deutscher Politiker (Zentrum), MdL, MdB
- Reismann, Edmund (1881–1942), österreichischer sozialdemokratischer Politiker
- Reismann, Edmund (1907–1985), österreichischer Politiker (SPÖ), Abgeordneter zum Nationalrat
- Reismann, Engelbert (1809–1872), deutscher Geistlicher, römisch-katholischer Bischöflicher Offizial im Oldenburger Münsterland
- Reismann, János (1905–1976), ungarischer Fotograf und Journalist
- Reismann, Melanie (* 1972), deutsche Fußballspielerin
- Reismann-Grone, Theodor (1863–1949), deutscher Verleger, Bürgermeister von Essen
- Reismüller, Gabriele (1920–1969), deutsche Schauspielerin
- Reismüller, Georg (1882–1936), deutscher Bibliothekar und Romanist

### Reisn
- Reisnecker, Filip (* 2001), deutsch-tschechischer Eishockeyspieler
- Reisner von Lichtenstern, Karl (1848–1906), bayerischer Generalleutnant
- Reisner von Lichtenstern, Karl Franz (1776–1866), bayerischer Jurist und Landrichter
- Reisner, Alfred (1898–1982), deutscher Mediziner und Hochschullehrer
- Reisner, Charles (1887–1962), US-amerikanischer Regisseur, Schauspieler, Drehbuchautor und Produzent
- Reisner, Dino (* 1971), deutscher Sportjournalist und Sachbuchautor
- Reisner, Erwin (1890–1966), österreichischer Hochschullehrer für Systematik und Philosophie, Theaterkritiker, Kulturreferent und Bibliothekar
- Reisner, Erwin (* 1979), österreichischer Chemiker
- Reisner, Ferdinand (1721–1789), deutscher römisch-katholischer Geistlicher, Theologe und Schriftsteller
- Reisner, Frank (1932–2001), ungarischer Automobilbauer und Gründer der Firma Intermeccanica
- Reisner, Franz (1890–1962), österreichischer Politiker, Landtagsabgeordneter im Burgenland
- Reisner, George Andrew (1867–1942), US-amerikanischer Ägyptologe
- Reisner, Heinrich (1881–1969), deutscher Bauingenieur, technischer Redakteur sowie Gründer und Direktor des „Haus der Technik“ in Essen
- Reisner, Herbert (1912–1982), österreichischer Neurologe und Psychiater
- Reisner, Hermann Eduard (1910–1991), deutscher Verleger und Autor
- Reisner, Jan (1655–1713), Maler und Geometer in Warschau
- Reisner, Lea (* 1989), deutsche Politikerin (Die Linke), MdB
- Reisner, Marc (* 1971), deutscher Videokünstler und Regisseur
- Reisner, Markus (* 1978), österreichischer Heeresoffizier und Historiker
- Reisner, Olga (* 1976), österreichische Beamtin, Bezirkshauptfrau für Lienz
- Reisner, Robert (1921–1974), US-amerikanischer Kunsthistoriker und Jazzautor
- Reisner, Stefan (1942–2012), deutscher Autor und Journalist
- Reisner, Uwe (1936–2022), deutscher Journalist und Lyriker
- Reisner, Victor von (1860–1919), slawonischer, deutschsprachiger Journalist, Schriftsteller und Übersetzer

### Reisp
- Reisp, Walter (1910–1993), österreichischer Feldhandballspieler

### Reiss
- Reiss, Abraham Joseph (1802–1862), deutscher Rabbiner; erster offizieller Rabbiner in den USA
- Reiss, Adolf (1877–1962), deutscher Jurist
- Reiß, Albert (1870–1940), deutscher Opernsänger mit der Stimmlage Tenor
- Reiss, Albert J. (1922–2006), US-amerikanischer Soziologe und Kriminologe
- Reiss, Andris (* 1978), lettischer Radrennfahrer
- Reiss, Andy (* 1986), deutscher Eishockeyspieler
- Reiß, Anja (* 1978), deutsche Filmregisseurin
- Reiß, Anna (1836–1915), deutsche Kammersängerin und Mäzenin
- Reiß, Ansgar (* 1965), deutscher Historiker
- Reiss, Anton Josef (1835–1900), deutscher Bildhauer
- Reiss, Archibald (1875–1929), deutsch-schweizerischer Kriminologie-Pionier, Hochschullehrer und Publizist
- Reiß, Bernd (* 1938), deutscher Fußballspieler
- Reiß, Carl (1843–1914), deutscher Unternehmer und Politiker
- Reiss, Chen (* 1979), israelische Opernsängerin (Sopran)
- Reiss, Clotilde (* 1985), französische Politikwissenschaftlerin und Französischlehrerin, politische Gefangene im Iran
- Reiss, Daniel (* 1982), deutscher Eishockeyspieler
- Reiß, Eckard (* 1941), deutscher Heimatforscher und Fernmeldemechaniker
- Reiss, Eduard (1850–1907), österreichischer Jurist und Bürgermeister
- Reiss, Eduard (1878–1957), deutsch-schweizerischer Psychiater
- Reiß, Erich (1887–1951), deutscher Verleger
- Reiss, Ernst (1920–2010), Schweizer BergsteigerErnst Reiss (1920–2010)

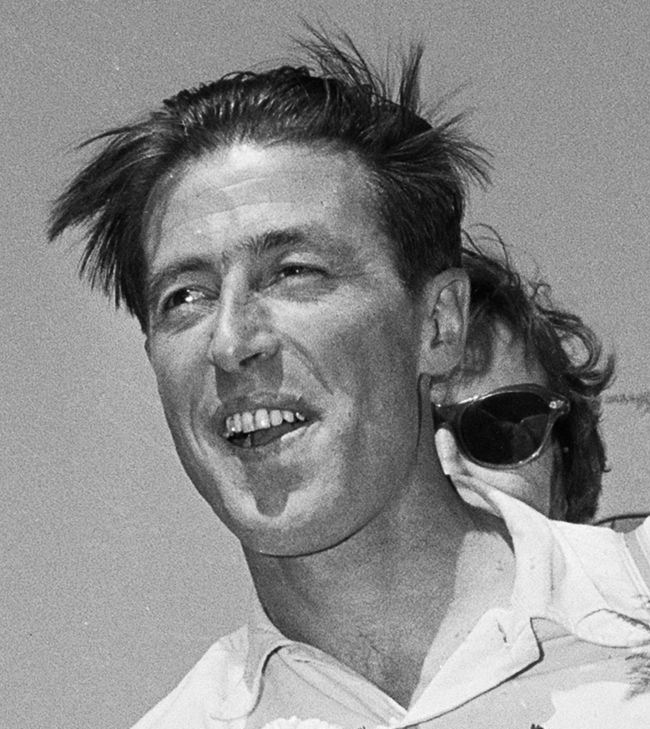
Ernst Reiss (1920–2010)

- Reiß, Eugen (1863–1926), deutscher Verwaltungsjurist und Bezirksoberamtmann
- Reiss, Francis Ronald (* 1940), US-amerikanischer Geistlicher, emeritierter Weihbischof in Detroit
- Reiß, Frank, deutscher Handballspieler
- Reiss, Frank (* 1935), tschechoslowakisch-US-amerikanischer Sozialarbeiter
- Reiß, Franz (1914–1991), deutscher Maler und Grafiker
- Reiß, Friedrich (1802–1881), deutscher Politiker und Unternehmer
- Reiß, Friedrich (1864–1934), österreichischer Politiker (CS), Landtagsabgeordneter und Landtagspräsident
- Reiss, Fritz (1857–1915), deutscher Lithograf, Illustrator, Grafiker und Maler
- Reiß, Fritz (1873–1916), deutscher Marineoffizier
- Reiß, Godebert M. (1937–2023), deutscher Antiquar und Buchauktionator
- Reiß, Gunter (* 1940), deutscher Literaturwissenschaftler
- Reiss, Guy (1904–1964), französischer Astronom und Asteroidenentdecker
- Reiss, Hans (1922–2020), deutsch-irischer Literaturwissenschaftler
- Reiss, Hans Joachim (1918–1985), deutscher Mediziner und Hochschullehrer
- Reiss, Hans-Christoph (* 1960), deutscher Ökonom
- Reiß, Heinrich (1919–2005), deutscher Geistlicher, Präses der Evangelischen Kirche von Westfalen (EKvW) (1977–1985)
- Reiss, Helge (1928–2009), norwegischer Schauspieler
- Reiss, Henriette (1889–1992), englisch-amerikanische Designerin, Künstlerin und Lehrerin
- Reiß, Herbert (* 1957), deutscher Fußballspieler
- Reiss, Howard (1922–2015), US-amerikanischer Physikochemiker
- Reiss, Ignaz (1899–1937), sowjetischer Agent
- Reiß, Jacques (1807–1887), Kaufmann und Politiker der Freien Stadt Frankfurt
- Reiß, Johann Conrad (1701–1735), deutscher Lehrer und evangelischer Geistlicher
- Reiss, Johanna (* 1932), niederländische Holocaustüberlebende, Zeitzeugin und Kinderbuchautorin
- Reiss, John Charles (1922–2012), US-amerikanischer Geistlicher, römisch-katholischer Bischof
- Reiss, Julian (* 1972), deutscher Philosoph
- Reiss, Jutta (* 1963), deutsche bildende Künstlerin
- Reiß, Karina (* 1974), deutsche Biochemikerin und Hochschullehrerin
- Reiß, Katharina (1923–2018), deutsche Übersetzerin und Übersetzungswissenschaftlerin
- Reiss, Konrad (1957–2005), deutscher Manager, CEO von T-Systems
- Reiss, Kristina (* 1952), deutsche Mathematikdidaktikerin
- Reiss, Kurt (1901–1974), Schweizer Verleger
- Reiss, Kurt (1903–1960), deutscher Regisseur, Schauspieler und Autor
- Reiss, Lisa-Maria (* 1993), österreichische Skirennläuferin
- Reiss, Louise (1920–2011), US-amerikanische Ärztin
- Reiss, Lucia (1913–1989), Äbtissin von Lichtenthal
- Reiß, Manfred (1936–2015), deutscher Sportwissenschaftler, Hochschullehrer
- Reiß, Mario (* 1966), deutscher Lokführer, Bundesvorsitzender der Gewerkschaft Deutscher Lokomotivführer (GDL)
- Reiß, Michael (* 1949), deutscher Wirtschaftswissenschaftler und Hochschullehrer
- Reiß, Michel (1805–1869), deutscher Mathematiker
- Reiss, Mike (* 1959), US-amerikanischer Drehbuchautor und Produzent
- Reiß, Moses (1802–1878), deutscher Rabbiner
- Reiss, Paul (1846–1926), deutscher Rechtsanwalt
- Reiß, Paul (1883–1958), deutscher Psychiater
- Reiß, Peter (* 1990), deutscher Kommunalpolitiker (SPD), Oberbürgermeister der Stadt SchwabachPeter Reiß (* 1990)

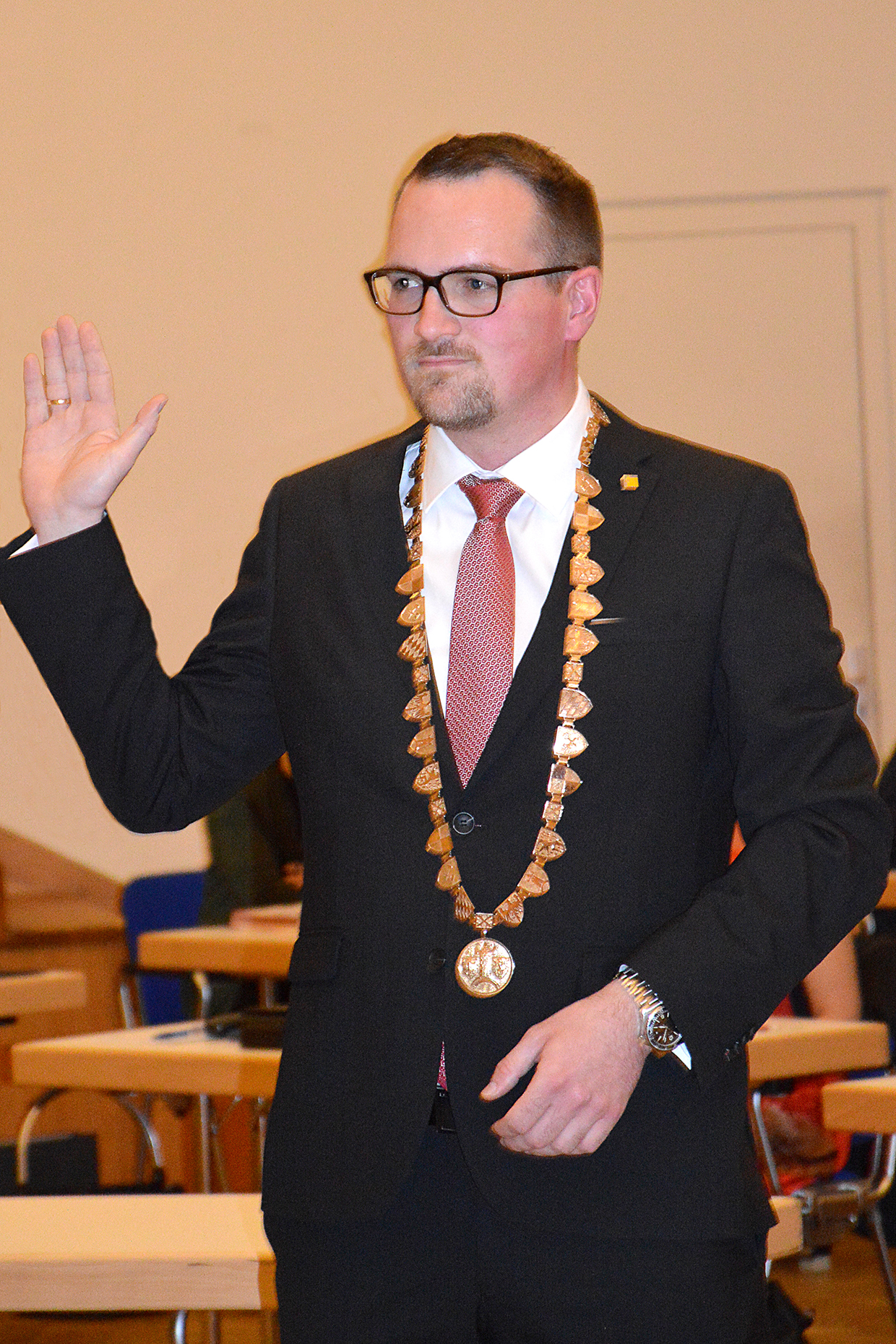
Peter Reiß (* 1990)

- Reiss, Piotr (* 1972), polnischer Fußballspieler
- Reiss, R. Scott (* 1951), US-amerikanischer Journalist und Schriftsteller
- Reiss, Robert (1844–1911), deutscher Feldmesser, Erfinder und Unternehmer
- Reiß, Robert (* 1955), deutscher Fußballspieler
- Reiss, Roland (1929–2020), US-amerikanischer Maler und Installationskünstler
- Reiß, Rudolf (1862–1930), deutscher Apotheker und Unternehmer
- Reiß, Siegfried (* 1957), deutscher Eishockeyspieler
- Reiß, Sina (* 1985), deutsche Schauspielerin
- Reiss, Steven (1947–2016), US-amerikanischer Psychologe
- Reiss, Stuart A. (1921–2014), US-amerikanischer Artdirector und Szenenbildner
- Reiß, Thorsten (* 1984), deutscher Fußballspieler
- Reiß, Tobias (* 1968), deutscher Politiker (CSU), MdL
- Reiss, Tom (* 1964), US-amerikanischer Historiker und Schriftsteller
- Reiß, Vera (* 1961), deutsche Politikerin (SPD), Staatssekretärin in Rheinland-Pfalz
- Reiss, Werner (1941–2024), österreichischer katholischer Theologe
- Reiß, Wilhelm (1838–1908), deutscher Forschungsreisender und VulkanologeWilhelm Reiß (1838–1908)

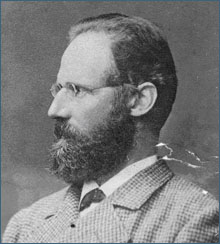
Wilhelm Reiß (1838–1908)

- Reiss, Winold (1886–1953), US-amerikanischer Porträtmaler, Illustrator und Designer
- Reiß, Wolfgang (* 1944), deutscher Hochschullehrer für Kunstpädagogik
- Reiss, Wolfram (* 1959), deutsch-österreichischer evangelischer Pfarrer und Religionswissenschafter
- Reiss-Andersen, Berit (* 1954), norwegische Rechtsanwältin, Politikerin und Autorin
- Reißaus, Peter (* 1961), deutscher Basketballspieler
- Reissenberger, Ludwig (1819–1895), siebenbürgisch-sächsischer Meteorologe, Kunsthistoriker und Pädagoge
- Reissenbusch, Wolfgang († 1540), deutscher Humanist, Rechtswissenschaftler und Theologe
- Reißenweber, Rudolf (1907–1968), deutscher Landwirt und Politiker (CSU), MdL
- Reisser, Christoph (1836–1892), technischer Direktor der Zeitung „Neue Freie Presse“
- Reißer, Dirk (* 1968), deutscher Tänzer, Tanzsporttrainer und Choreograph
- Reisser, Emil (1878–1943), deutscher Architekt, Baubeamter und Denkmalpfleger
- Reisser, Hans (1896–1976), österreichischer Insektenforscher und Buchdrucker
- Reißer, Paul (1843–1927), deutscher Pionier der Elektrotechnik
- Reißer, Rafael (* 1958), deutscher Politiker (CDU), MdL
- Reissert, Arnold (1860–1945), deutscher Chemiker
- Reissert, Bernd (* 1950), deutscher Ökonom
- Reissert, Oswald (1861–1931), deutscher Lehrer und Autor
- Reißfelder, Christoph (* 1975), deutscher Mediziner und Hochschullehrer
- Reißhaus, Hermann Paul (1855–1921), deutscher Politiker (SPD), MdR
- Reissig, Berthold (1877–1960), deutscher Schauspieler
- Reissig, Christian Ludwig von (1784–1847), deutscher Dichter
- Reissig, Cornelius August von (1781–1860), deutsch-russischer Astronom, Konstrukteur wissenschaftlicher Instrumente und Hochschullehrer
- Reißig, Hans-Ulrich (* 1949), deutscher Chemiker
- Reissig, Heiko (* 1966), deutscher Sänger, Schauspieler, Regisseur, IntendantHeiko Reissig (* 1966)

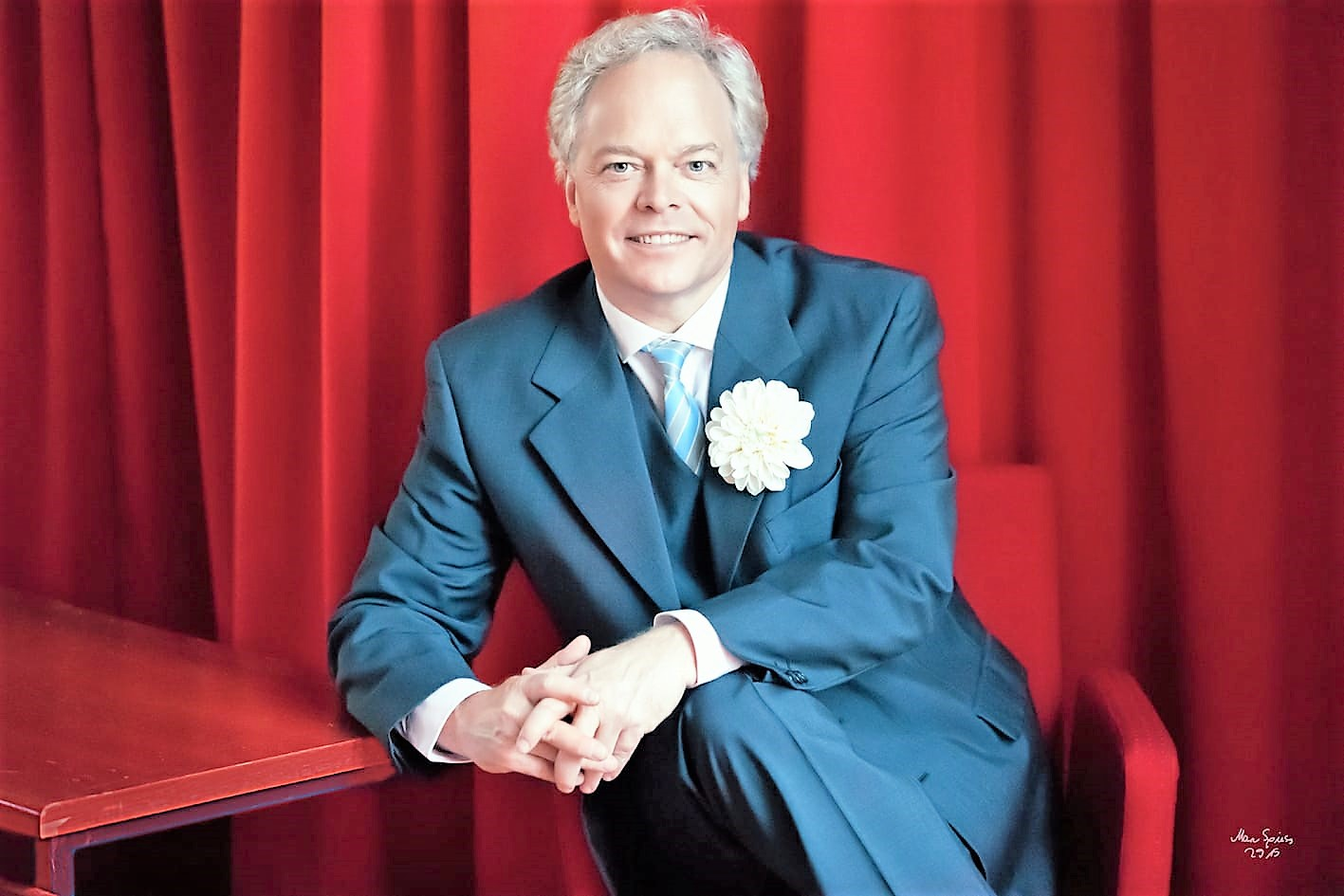
Heiko Reissig (* 1966)

- Reissig, Jakob (1800–1860), deutscher Forstmann und Verwaltungsbeamter
- Reissig, Michael (* 1958), deutscher Mathematiker
- Reissig, Nicolas (* 1989), österreichischer Tennisspieler
- Reißig, Rolf (* 1922), deutscher Mathematiker und Hochschullehrer
- Reißig, Rolf (* 1940), deutscher Sozialwissenschaftler, Rektor der Akademie für Gesellschaftswissenschaften beim ZK der SED
- Reißiger, Carl Gottlieb (1798–1859), deutscher Kapellmeister, Komponist und Musiker
- Reißiger, Friedrich August (1809–1883), Komponist, Organist, Kapellmeister, Gesangspädagoge und Dirigent in Norwegen
- Reissigl, Carl (1925–2023), österreichischer Politiker (ÖVP), Landtagspräsident in Tirol
- Reissinger, Hans (1890–1972), deutscher Architekt
- Reissinger, Hermann (1913–1987), deutscher Textilkaufmann und Senator (Bayern)
- Reißky, Christoph (* 1995), deutscher Handballspieler
- Reißmann, August (1825–1903), deutscher Musikschriftsteller, Lexikograph und Komponist
- Reißmann, Erika (1933–2002), deutsche Agentin, Spionin der DDR
- Reißmann, Franz (1874–1961), deutscher Medailleur, Modelleur, Bildhauer, Maler und Zeichner
- Reißmann, Gisela (1920–2009), deutsche Synchronsprecherin und Schauspielerin
- Reißmann, Günter (* 1926), deutscher Geodät und Hochschullehrer
- Reißmann, Günter (* 1931), deutscher Industriedesigner
- Reißmann, Gustav (1887–1954), deutscher Bildhauer
- Reissmann, Herbert (1895–1961), deutscher Architekt und Hochschullehrer
- Reißmann, Johann Valentin von (1807–1875), deutscher Theologe, Bischof von Würzburg
- Reißmann, Kurt (* 1910), deutscher Architekturhistoriker
- Reißmann, Martin (1900–1971), deutscher Fußballspieler
- Reißmann, Meiko (* 1977), deutscher Sänger und Mitglied der deutschen Popgruppe Overground
- Reissmann, Mette (* 1963), dänische Politikerin
- Reißmann, Torsten (1956–2009), deutscher Judoka
- Reißmann, Uwe (* 1956), deutscher Polizeipräsident
- Reißmeier, Johann (* 1959), deutscher römisch-katholischer Priester und Generalvikar der Erzdiözese Salzburg
- Reissmüller, Elin (1914–2009), deutsche Verlegerin
- Reißmüller, Johann Georg (1932–2018), deutscher Publizist und Herausgeber
- Reissmüller, Wilhelm (1911–1993), deutscher Verleger, Maler, Bildhauer und Zeichner
- Reißner, Angelika, deutsche Schauspielerin
- Reißner, Anton (* 1890), deutscher Politiker (SPD), MdR
- Reissner, Eric (1913–1996), US-amerikanischer Ingenieur
- Reißner, Ernst (1824–1878), deutsch-baltischer Mediziner und Anatom
- Reißner, Franz (* 1957), österreichischer Militär, Brigadier des Österreichischen Bundesheeres
- Reißner, Fritz, deutscher Fußballtorhüter
- Reissner, Hanns G. (1902–1977), deutschamerikanischer Historiker
- Reissner, Hans Jacob (1874–1967), deutscher Ingenieur, Mathematiker und Physiker
- Reissner, Hermann (1909–1996), deutscher Ingenieur, Unternehmer und Errichter der Herrmann-Reissner-Stifter an der Universität Stuttgart
- Reissner, Larissa (1895–1926), sowjetische SchriftstellerinLarissa Reissner (1895–1926)

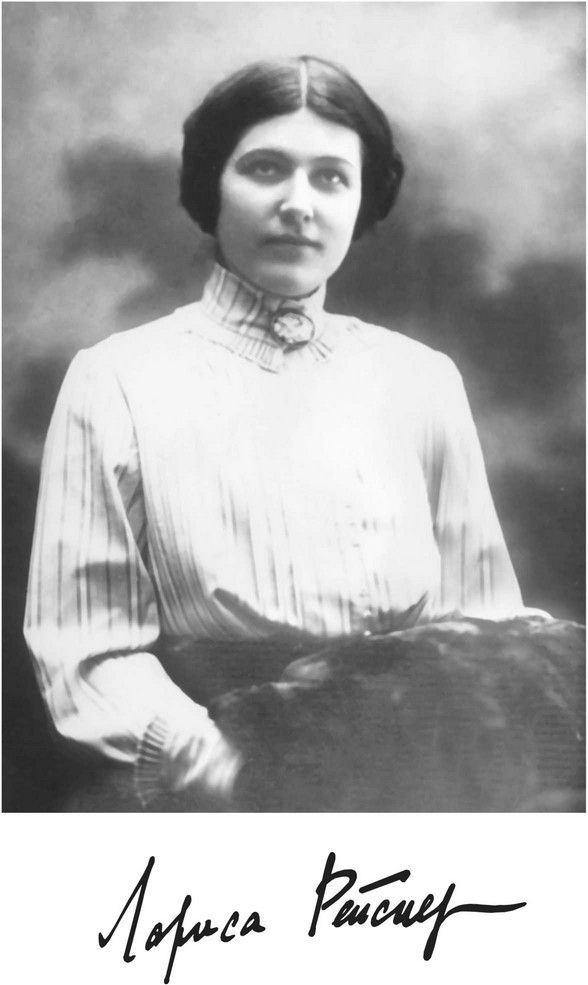
Larissa Reissner (1895–1926)

- Reißner, Lena Charlotte (* 2000), deutsche Radsportlerin
- Reissner, Michail Andrejewitsch (1868–1928), russischer Jurist, Sozialpsychologe und Historiker

### Reist
- Reist, Chelsey (* 1987), kanadische Schauspielerin
- Reist, Dölf (1921–2000), Schweizer Bergsteiger und Fotograf
- Reist, Hans, Täuferprediger und Ältester der Schweizer Brüder
- Reist, Marc (* 1960), Schweizer Bildhauer und Maler
- Reist, Nicole (* 1984), Schweizer Radmarathon-Fahrerin
- Reist, Walter (1927–2022), Schweizer Unternehmer
- Reistad, Henny (* 1999), norwegische Handballspielerin
- Reistad, Ole (1898–1949), norwegischer Sportler und Offizier
- Reistenhofer, Peter (1938–2001), österreichischer Schauspieler und Hotelier
- Reister, Heinrich (1913–1988), deutscher Verbandsfunktionär im Königreich Jugoslawien, deutschsprachiger Autor und Lehrer
- Reister, Julian (* 1986), deutscher Tennisspieler
- Reister, Werner (1943–2022), deutscher Goldschmied und bildender Künstler
- Reistrup, Paul H. (* 1933), amerikanischer Manager, Amtrak-President

### Reisw
- Reiswich, Eduard Alexandrowitsch (* 1991), russischer Eishockeytorwart
- Reiswitz, Alexander von (* 1965), deutscher Fotograf
- Reiswitz, Hans Kurd von (1878–1949), deutscher Diplomat
- Reiswitz, Kurt von (1847–1918), deutscher Polizeidirektor und Regierungspräsident

### Reisz
- Reisz, Barney (* 1960), britischer Film- und Fernsehproduzent
- Reisz, Eugen (1879–1957), österreichischer Elektroakustiker und Unternehmer
- Reisz, Franz (1909–1984), österreichisch-US-amerikanischer Illustrator
- Reisz, Gábor (* 1980), ungarischer Filmschauspieler, Regisseur, Drehbuchautor, Kameramann und Filmkomponist
- Reisz, Heinz (* 1938), deutscher Politiker (DP, NPD)
- Reisz, Karel (1926–2002), tschechisch-britischer RegisseurKarel Reisz (1926–2002)

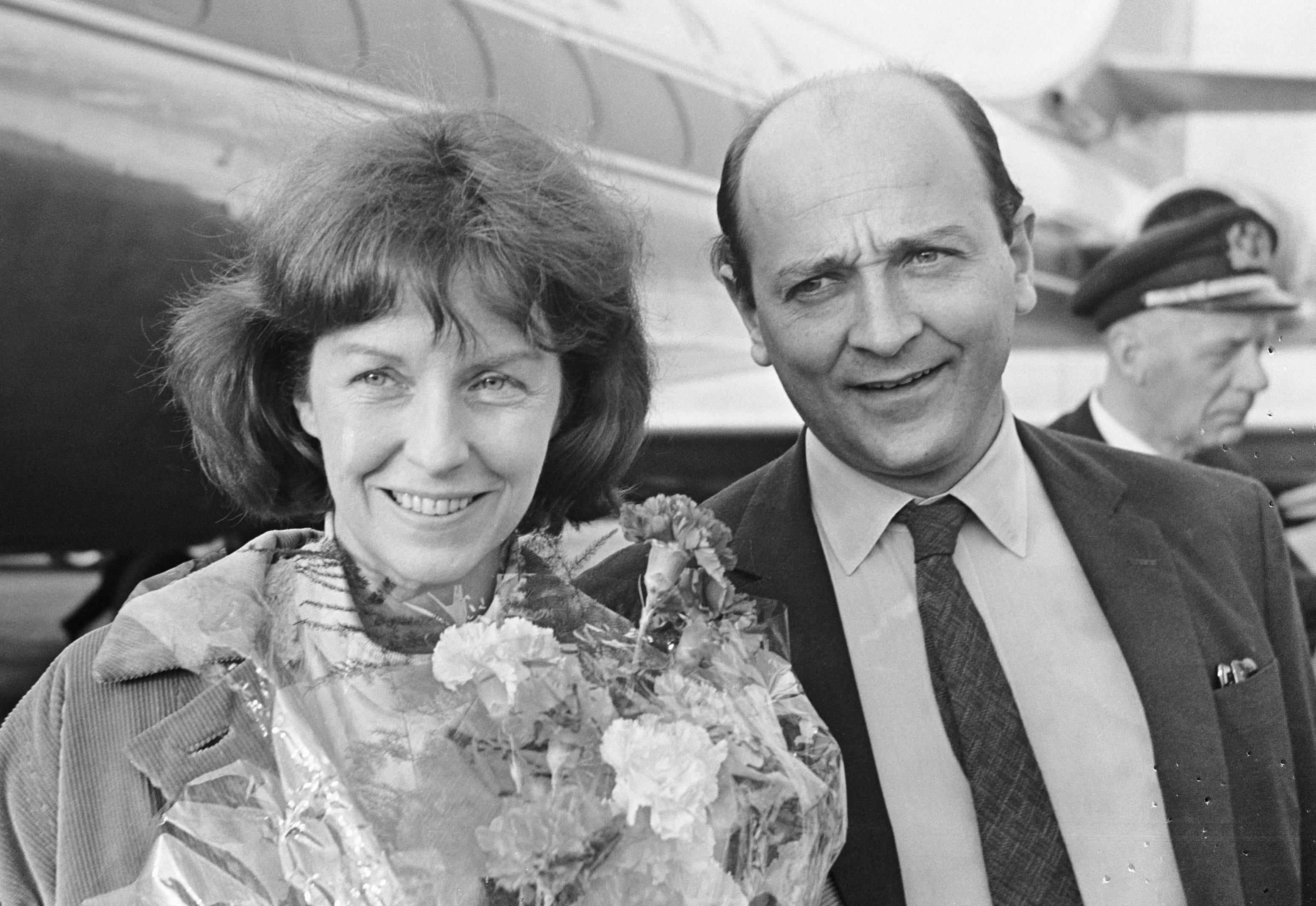
Karel Reisz (1926–2002)

- Reisz, Robert (* 1947), kanadischer Paläontologe